# Zurechnung
Zurechnung (auch Zuschreibung, lat. imputatio) bedeutet, dass man eine Person für ein bestimmtes Verhalten und dessen Folgen rechtlich verantwortlich macht. Die Person treffen dann die Rechtsfolgen, die die Rechtsordnung an das betreffende Verhalten knüpft.
Im deutschen Straf- und Deliktsrecht steht die Zurechnung in engem Zusammenhang mit dem Begriff der Kausalität. Grundlage ist die in der deutschen Rechtsordnung herrschende Vorstellung von der Willens- und Handlungsfreiheit, die es ermöglicht, Menschen für ihr Tun und die daraus resultierenden Folgen verantwortlich zu machen. Die Neurojurisprudenz stellt diesen Zusammenhang in Frage.

## Strafrecht
Zu unterscheiden ist die Zurechnung einer Handlung (imputatio facti) von der Zurechnung von Schuld (imputatio iuris). Nicht zugerechnet werden demnach Handlungen, die im Zustand der Schuldunfähigkeit begangen werden (§ 20 StGB).
Hat die Person den Zustand der Schuldunfähigkeit jedoch schuldhaft herbeigeführt, schließt das die Zurechnung nicht aus, etwa nach den Regeln über die actio libera in causa. Entsprechendes gilt für das vorwerfbare Unterlassen einer Handlung (omissio libera in causa).
Sonderfälle der direkten Zurechnung sind die mittelbare Täterschaft und die Mittäterschaft (§ 25 StGB), die die Zurechnung und damit die Bestrafung als Täter nicht ausschließen, obwohl auch andere Personen am Eintritt eines relevanten Erfolgs beteiligt sind. Entscheidend ist, dass sowohl der mittelbare Täter als auch der Mittäter die für die Verwirklichung des Erfolgs relevante Erstursache (mit-)gesetzt haben.
Anstiftung (§ 26 StGB) und Beihilfe (§ 27 StGB) sind Formen der indirekten Zurechnung, da die jeweiligen Tatbeiträge zeitlich vor der letzten, unmittelbar ursächlichen Handlung des Täters liegen. Anstifter und Gehilfe nehmen jedoch in den ihnen eigenen Rollen durch Aufforderung bzw. Unterstützung des Täters an der Verwirklichung des Tatgeschehens teil.
Die Lehre von der objektiven Zurechnung untersucht, ob sich im Einzelfall eine vom Täter geschaffene rechtlich missbilligte Gefahr im tatbestandlichen Erfolg realisiert hat.

## Zivilrecht

### Rechtsgeschäftslehre
Dauerhafte Geschäftsunfähigkeit schließt die Abgabe (Zurechnung) wirksamer Willenserklärungen aus (§ 104 Nr. 2, § 105 BGB), da Geschäftsunfähige in ihrer Willensbildung und Willensbetätigung nicht frei sind.
Zweck der Stellvertretung ist es hingegen, Willenserklärungen des Vertreters gerade dem Vertretenen zuzurechnen, um den eigenen Geschäftskreis zu erweitern (§ 164 Abs. 1 Satz 1 BGB). Ähnliche Funktion hat der Handelsvertreter. Zugerechnet wird außerdem das Handeln von Boten und Organen.

### Haftungsrecht
Die Zurechnung fremden Fehlverhaltens regeln insbesondere § 31 und § 89 BGB (Organhaftung juristischer Personen), § 278 BGB (Haftung für Erfüllungsgehilfen) und § 831 BGB (Haftung für Verrichtungsgehilfen).
Im Versicherungsrecht rechnet die Rechtsprechung dem Versicherungsnehmer auch ein Verhalten des sog. Repräsentanten zu.

## Amtshaftung
Die persönliche Haftung des Amtsträgers bei Verletzung einer Amtspflicht nach § 839 BGB wird gem. Art. 34 GG dem Staat zugerechnet. In einem Haftungsprozess ist deshalb nicht der Amtsträger, sondern die haftende Körperschaft passivlegitimiert.

## Völkerrecht
Staaten trifft nur für ihr eigenes Verhalten die völkerrechtliche Verantwortlichkeit. Handlungen von Privatpersonen sind einem Staat nicht als eigenes Verhalten zurechenbar.
Über die Verantwortlichkeit von Staaten für das völkerrechtswidrige Handeln ihrer rechtsetzenden, vollziehenden und rechtsprechenden Organe gibt es bislang nur den Entwurf einer vertraglichen Regelung, ausgearbeitet von der International Law Commission (ILC). Die darin niedergelegten Grundsätze sind jedoch als Völkergewohnheitsrecht anerkannt.

## Bilanz- und Steuerrecht
Bei der Zurechnung von Vermögensgegenständen dominiert eine wirtschaftliche Betrachtungsweise (§ 246 Abs. 1 Satz 2 HGB, § 39 AO). Ob ein zugrundeliegendes zivilrechtliches Rechtsgeschäft wirksam ist, ist für die Besteuerung gem. § 41 AO unbeachtlich.